# 普日布扎布·冈呼
普日布扎布·冈呼（？—）蒙古国人，蒙古国政治人物。

## 生平
冈呼是蒙古人民党党员。2016年7月出任额尔登巴特内阁的能源部部长。2016年新政府组建后，致力于推动大型能源项目，以促进蒙古国的经济发展。2017年4月率团访问中国，会见中国国家电网公司董事长舒印彪，并在会谈前参观了国家电力调度控制中心。